# Jelenin, Tỉnh West Pomeranian
Jelenin [jɛˈlɛnin] là một ngôi làng thuộc khu hành chính của Gmina Chojna, thuộc hạt Gryfino, West Pomeranian Voivodeship, ở phía tây bắc Ba Lan, gần biên giới Đức. Nó nằm khoảng 8 kilômét (5 mi) về phía đông nam của Chojna, 38 km (24 mi) phía nam Gryfino và 57 km (35 mi) phía nam thủ đô khu vực Szczecin.
Trước năm 1945, khu vực này là một phần của Đức. Đối với lịch sử của khu vực, xem Lịch sử của Pomerania.
Làng có dân số 70 người.

## Những người đáng chú ý
- Czesław Hoc (sinh năm 1954 tại Jelenin) một chính trị gia người Ba Lan, được bầu vào Sejm năm 2005